# Kubai bíborfecske
A kubai bíborfecske (Progne cryptoleuca) a madarak osztályának verébalakúak (Passeriformes) rendjébe, ezen belül a fecskefélék (Hirundinidae) családjába tartozó faj.

## Rendszerezése
A fajt Spencer Fullerton Baird német természettudós írta le 1865-ban. Sorolták az északi bíborfecske (Progne subis) alfajaként Progne subis cryptoleuca néven is.

## Előfordulása
Kuba szigetén honos, de előfordul Bonaire, Sint Eustatius, Saba, Curaçao, Sint Maarten és az Amerikai Egyesült Államok területén is. Természetes élőhelyei szubtrópusi és trópusi mangroveerdők és cserjések, valamint másodlagos erdők, szántóföldek, legelők és városi régiók. Vonuló faj.

## Megjelenése
Testhossza 19 centiméter.

## Életmódja
Rovarokkal táplálkozik.

## Szaporodása
Áprilistól augusztusig költ, a fészkét faodúkba helyezi. A tojó hat-nyolc tojást rak le, melyekből a fiókák 15 nap múlva kelnek ki, majd 26−27 nap után repülnek ki a fészekből.

## Természetvédelmi helyzete
Az elterjedési területe nagyon nagy, egyedszáma pedig stabil. A Természetvédelmi Világszövetség Vörös listáján nem fenyegetett fajként szerepel.

## Fordítás
- Ez a szócikk részben vagy egészben  a   Cuban martin című angol Wikipédia-szócikk fordításán alapul.  Az eredeti cikk szerkesztőit annak laptörténete sorolja fel. Ez a jelzés csupán a megfogalmazás eredetét és a szerzői jogokat jelzi, nem szolgál a cikkben szereplő információk forrásmegjelöléseként.